# The Deception
The Deception é um filme mudo norte-americano de 1909 em curta-metragem, do gênero comédia, dirigido por D. W. Griffith, baseado na história A Service of Love de O. Henry. O filme foi estrelado por Herbert Yost, Florence Lawrence e Linda Arvidson, que era esposa de Griffith.